# 領木新一郎
領木 新一郎（りょうき しんいちろう、1930年〈昭和5年〉1月22日 - 2022年〈令和4年〉8月21日）は、日本の実業家。大阪ガス相談役、社長・会長などを務めた。位階は従三位。

## 来歴・人物
大阪府出身。大阪府第十中を経て、京都大学法学部卒業後の1954年（昭和29年）、大阪ガスへ入社。1981年（昭和56年）に取締役、1983年（昭和58年）に常務取締役、1985年（昭和60年）に専務取締役、1987年（昭和62年）に副社長、1991年（平成3年）に代表取締役社長にそれぞれ就任・歴任し、1998年（平成10年）から2003年（平成15年）まで会長を務めた。
大阪アイバンク会長、納税協会連合会長などを務めた。その他には日本ガス協会会長をはじめ、朝日放送取締役、京都大学有信会会長などを歴任。
1999年（平成11年）から2003年（平成15年）まで大阪工業会の会長を務めた。2003年（平成15年）の大阪商工会議所と大阪工業会の統合を主導した。
1997年（平成9年）、藍綬褒章を受章。2002年（平成14年）、勲一等瑞宝章を受章。
2022年（令和4年）8月21日、老衰のため死去。92歳没。死没日付をもって、従三位に叙された。